# Elul
Elul (hebraico: אֱלוּל, Padrão Elul tiberiano ʾelûl árabe: ﺃﯦﻠﻮﻝ eiloul, ayloul; do acádio elūlu) é o décimo-segundo mês do ano civil judaico e o sexto mês do ano eclesiástico no calendário hebraico. É um mês de verão de 29 dias. Elul geralmente cai em Agosto-Setembro no calendário gregoriano. No árabe levantino o mês de elul é pronunciado eyloul ou ayloul e é o equivalente ao período de agosto/setembro do calendário gregoriano.
O mês de elul é um tempo de arrependimento na preparação para as Grandes festas no judaísmo de Rosh Hashaná e Yom Kipur. No aramaico (a linguagem falada por judeus vivendo no tempo em que os meses receberam nomes), a palavra "elul" significa "busca". No hebraico, Elul é um acrônimo de "Ani Ledodi Vedodi Li"(Eu estou para o meu Amado e meu Amado está para mim). Elul é visto como um tempo de um indivíduo buscar em seu coração em preparação para o Dia do Julgamento que está por vir, o Rosh Hashaná, e o Dia do Perdão, o Yom Kipur. 
Mês de Elul

## Outros usos
- Eylül é também o nome para elul em turco.
- Na história de Xenogears, Elul é um nome de um país, nomeado por causa do mês judaico. Na tradução oficial para o inglês, foi transliterado como Elru.